# 大观区
大观区是中國安徽省安庆市的一个市辖区。面积12平方公里，常住总人口約22万人。区政府駐皇冠路政务新区。

## 历史沿革
1949年以大观亭为名，置大观区。1952年改名城西区。1955年改名西市区。1960年复原名。

## 人口民族
根据(安徽省)安庆市第七次全国人口普查公报显示：大观区常住人口为214112人，男性人口占比49.54%，女性人口占比50.46%，年龄结构中0-14岁占比12.77%，15-59岁占比62.52%，60岁以上占比24.71%，65岁以上占比19.13%。

## 行政区划
大观区下辖7个街道办事处、1个镇、2个乡：
德宽路街道、玉琳路街道、龙山路街道、菱湖街道、集贤路街道、石化路街道、花亭路街道、海口镇、十里铺乡、山口乡、大观开发区、安徽安庆海口经济开发区和皖河农场。